# زين الدين القادري
زين الدين القادري الحسني البغدادي، إمام وعالم دين من شيوخ الصوفية في مدينة بغداد في عهد الدولة العثمانية، ومن أعلام الطريقة القادرية والأسرة الكيلانية، عالم، وفقيه، ومحدث، ورحالة. عاش في عصر يموج بأنواع الاضطرابات السياسية والعقدية في العالم الإسلامي.

## نسبه
زين الدين القادري بن شرف الدين بن شمس الدين محمد بن نور الدين علي بن عز الدين حسين بن شمس الدين محمد الأكحل بن حسام الدين شرشيق  بن جمال الدين محمد الهتاك بن عبد العزيز بن الشيخ عبد القادر الجيلاني  بن موسى الثالث بن عبد الله الجيلي بن يحيى الزاهد بن محمد المدني بن داود أمير مكة بن موسى الثاني بن عبد الله الكامل بن موسى الجون بن عبد الله المحض بن الحسن المثنى بن الحسن المجتبى بن علي بن أبي طالب.

## ترجمته
زين الدين الكبير: أول نقيب للأشراف في بغداد، ولد السيد زين الدين الكيلاني في 15 شوال سنة 891هـ/ 1486م، ببغداد، وكان تقياً نقياً صالحاً ورعاً، ذا هيبة ووقار، عالماً عاملاً، تخرج على أفاضل عصره، وهو شيخ السجادة القادرية، وأول نقيب للأشراف ببغداد، وكان سخي النفس كثير الإحسان، صاحب ثروة عظيمة وجاه، وقد لعب دوراً عظيماً في الدفاع عن بغداد اثناء الاحتلال الإيراني سنة 914هـ/ 1508م، إلى عام 941هـ/ 1534م.
وكان حريصاً كل الحرص على خدمة بلاده وحكومته، خ صوصاً جامع جده السيد الشيخ عبد القادر الجيلي، وقد سافر إلى دار الخلافة الإسلامية استانبول، واجتمع بالسلطان سليمان القانوني بعد الفتح ببغداد وفي الاستانه، وقد ذكره صاحب قلائد الجواهر ص 55 فقال: وببغداد جماعة بمقام سيدنا الشيخ عبد القادر، يدعون أنهم من ذريته رضي الله عنهم، لهم جاه وحرمة عند الخواص والعوام، ولهم رزق ومرتبات برسم الفقراء والمترددين على الزاوية. وفي ص 56 قال ولقد اجتمعت بشخص منهم بمدينة القسطنطينية في سنة 946هـ/ 1539م يسمى الشيخ زين الدين، حسن الشكل ذو هيبة ووقار وسكينة وذكر لي أنه ورد بسبب أوقاف الزاوية ببغداد، وحصل له الخير الزائد، وقضيت جميع اشغاله، كما في خاطره وزيادة، كل ذلك ببركة جده سيدنا الشيخ عبد القادر رضي الله عنه.
وعاد في نفس السنة إلى بغداد، ملازماً زاوية جده، وكان يساهم في جميع الأعمال الخيرية، ومنها أنه وقف جميع أملاكه ببغداد وخارجها، وسيأتي ذكر هذه الوقفية بنصها في حرف الواو، ووجه إليه السلطان سليمان القانوني فرمان بتوليته نقابة الأشراف ببغداد.
وكان له ولد واحد وهو ولي الدين بن الشيخ زين الدين الكيلاني: ثاني نقيب للأشراف ببغداد:
كان عالماً فاضلاً، زاهداً ورعاً، تقياً، تخرج على والده، وقد تولى بعد أبيه إدارة جامع جده السيد الشيخ عبد القادر الجيلي، وهو الذي رخص في سكنى الغرباء من المسلمين المترددين لزيارة جده قطب العارفين، وأجرى عليهم جرايات اطعام الطعام، وكان كثير الخيرات والمبرات، وقد توفي سنة 1027هـ/ 1617م. ودفن في الحضرة الكيلانية. 
وجاء بعده ولده نور الدين بن الشيخ ولي الدين الكيلاني: ثالث نقيب للأشراف ببغداد:
كان عالماً عاملاً، فصيح اللسان، خطيباً مصقعاً، وكان يصلي إماماً في جامع جده السيد الشيخ عبد القادر الكيلاني، وهو الذي أمر بقراءة المولد الشريف في الحضرة الكيلانية يوم 11 ربيع الثاني وهو يوم ولادة سيدنا الشيخ عبد القادر الكيلاني، وكان معروفاً بالعفة والنزاهة والتقوى، وقد توفي ببغداد سنة 1075هـ/ 1664م. 
وجاء بعده حسام الدين بن الشيخ نور الدين الكيلاني:
كان مثال الورع والتقوى، مرجع الشكوى في بيته، عالماً فاضلاً، عادلاً، شديد الخوف من الله تعالى، قال بعض معاصريه فيه: صاحبت الشيخ حسام الدين القادري مدة طويلة، فما رأيت ببغداد، أتقى وأورع وأزكى من الشيخ حسام الدين القادري. في سنة 1145هـ/ 1732م انقطع المطر وحدث غلاء ببغداد، فأخرج جميع ما عنده ووزعه على الفقراء والمساكين.
وقد توفي ببغداد سنة 1163هـ/ 1749م، ودفن في الحضرة الكيلانية. (وكان لحسام الدين النقيب هذا ولدين هما محمد درويش بن حسام الدين ومن ذريته ال النقيب عبد الرحمن الكيلاني النقيب  ببغداد وال مصطفى الحجي الالوسي ولحسام الدين هذا ولد اخر هو يحيى بن حسام الدين ومن ذريته ال الحجية ذرية ولي الدين القادري وال المطلك ذرية أبي بكر بن يحيى في ديالى ).

## سند أجازته
زين الدين الكبيرالقادري عن شيخه ووالده السيد شرف الدين القادري عن شيخه ووالده السيد شمس الدين القادري عن شيوخه واجداده عن جدهم السيد محمد الهتاك عن شيخه ووالده السيد عبد العزيز القادري عن شيخه ووالده سلطان الأولياء والعارفين السيد الشيخ عبد القادر الجيلاني عن القاضي الشيخ أبو سعيد المبارك المخزومي عن الشيخ علي الحكاري عن الشيخ أبو فرج الطوسي عن الشيخ أبو بكر الشبلي عن الشيخ عبد الواحد التميمي عن شيخ الطائفتين الشيخ الجنيد عن خاله السري السقطي عن الشيخ معروف الكرخي عن الشيخ داود الطائي عن الشيخ حبيب العجمي عن الشيخ التابعي الحسن البصري عن أمير المؤمنين علي بن أبي طالب.

## وفاته
وقد توفي سنة 1027هـ/ 1617م. ودفن في الحضرة الكيلانية.

## شجرة عائلته
- تحقيق: «شجرة النسب التاريخية لآل حسام الدين الكيلاني النقيب» لعبد الستار الكيلاني pdf.

## وصلات خارجية
- موقع الطريقة القادرية العلية
- موقع الطريقة القادرية العلية في مصر  نسخة محفوظة 25 مايو 2013 على موقع واي باك مشين.
- موقع الطريقة القادرية البودشيشية  نسخة محفوظة 25 يونيو 2018 على موقع واي باك مشين.
- الطريقة القادرية - دائرة الشيخ حسن القرة جيواري
- كيفية مجلس الذكر في الطريقة القادرية
- أوراد الطريقة القادرية اليومية
- ورد الأنفس السبعة في الطريقة القادرية